# Agnete Kirk Thinggaard
Agnete Kirk Kristiansen (født 18. maj 1983) er en dansk dressurrytter og erhvervskvinde. I juli 2016 blev hun udtaget til Sommer-OL 2016.

## Uddannelse
Kristiansen har studeret psykologi ved Aarhus Universitet.

## Dressur
- Nordisk mester i dressurridning for juniorer, 2001
- Andenplads i dressurridning for nordiske ungryttere, 2002[4]

## Familie
Hun var gift med Claus Kirk Thinggaard fra familien bag TL BYG. Sammen har de tre børn. Parret gik fra hinanden i 2022. Hun Bor på Julianelyst ved Østbirk. Agnete Kirk er datter af Kjeld Kirk Kristiansen, barnebarn af Godtfred Kirk Christiansen og oldebarn af LEGOs grundlægger Ole Kirk Christiansen.

## Ekstern henvisning
- Agnete Kirk Thinggaards profil på Sports-Reference OL-resultater (arkiveret) (engelsk)
- Agnete Kirk Thinggaards profil på Olympedia (engelsk)